# تریعات
تریعات (به عربی: تریعات) یک شهرداری در الجزایر است که در استان عنابه واقع شده‌است. تریعات ۶٬۰۷۶ نفر جمعیت دارد.